# Encyclia withneri
Encyclia withneri är en orkidéart som först beskrevs av Ruben Primitivo Sauleda, och fick sitt nu gällande namn av Ruben Primitivo Sauleda och R.M.Adams. Encyclia withneri ingår i släktet Encyclia och familjen orkidéer. Inga underarter finns listade i Catalogue of Life.